# Ferrovia di Braga
La ferrovia di Braga (in portoghese Ramal de Braga) è una linea ferroviaria del Portogallo che collega la località di Nine, sulla Ferrovia del Minho, con Braga.

## Storia
Il 2 luglio 1867 fu emanata una legge che autorizzava lo stato a costruire ed esercire varie ferrovie tra le quali una tra Porto e Braga; Il 14 giugno 1872 un decreto autorizzò l'inizio dei lavori di costruzione tra Porto e la Galizia passando per Braga e Viana do Castelo.
La linea di Braga venne inaugurata il 21 maggio 1875 dal re Luigi I del Portogallo.
Nel settembre del 1903 la linea fu oggetto di sabotaggi e interrotta.
Nel 1926, con Decreto n. 12559, pubblicato nel "Diário de la República" del 27 ottobre dello stesso anno, fu promosso uno studio di fattibilità per l'elettrificazione di varie linee dello Stato tra cui la Porto-Braga. Il Decreto n. 20618, del 4 dicembre 1931, presentó il programma dei miglioramenti da apportare alle linee dello Stato nel 1932; il programma prevedeva il rinnovamento della strada ferrata e il potenziamento dei ponti tra Ermesinde e Braga.
Nel 1934, la Companhia dos Caminhos de Ferro Portugueses iniziò l'ammodernamento tra Ermesinde e Braga; l'anno dopo, in aprile, erano quasi conclusi.
Nell'ottobre del 1939 a causa dello scoppio della seconda guerra mondiale il traffico sul "Ramal de Braga" venne sospeso.
Negli anni novanta Caminhos de Ferro Portugueses diede inizio all'ammodernamento del materiale rotabile e dell'infrastruttura intraprendendo un progetto di riordino dei collegamenti nazionali che prevedeva l'inserimento del "Ramal de Braga" nell'itinerario principale per l'Algarve, passante per Porto e Lisbona.
Nel 1995 i servizi regionali sul ramal di Braga furono assegnati alle automotrici del gruppo 400.

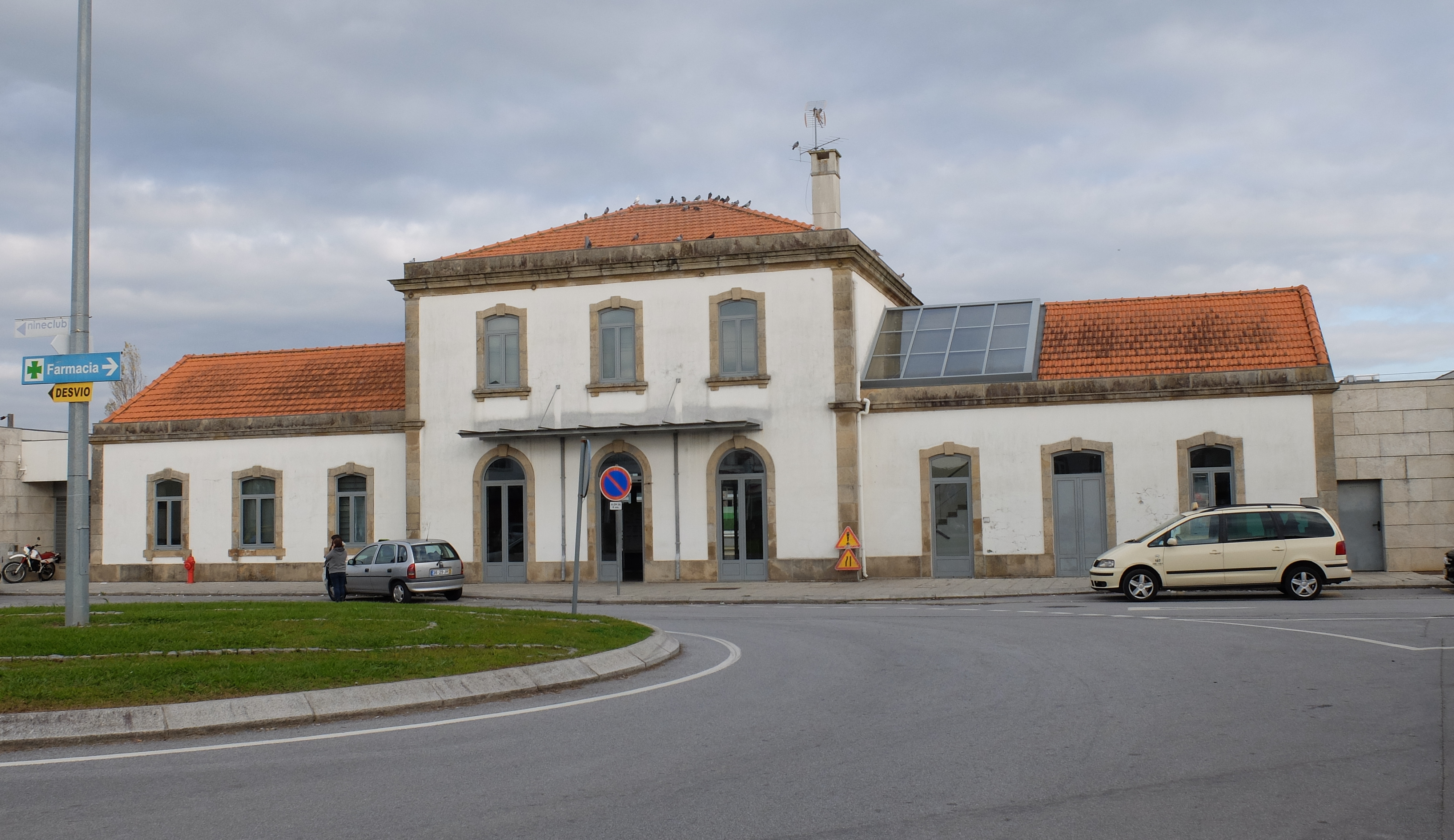
Stazione di Nine nel 2016

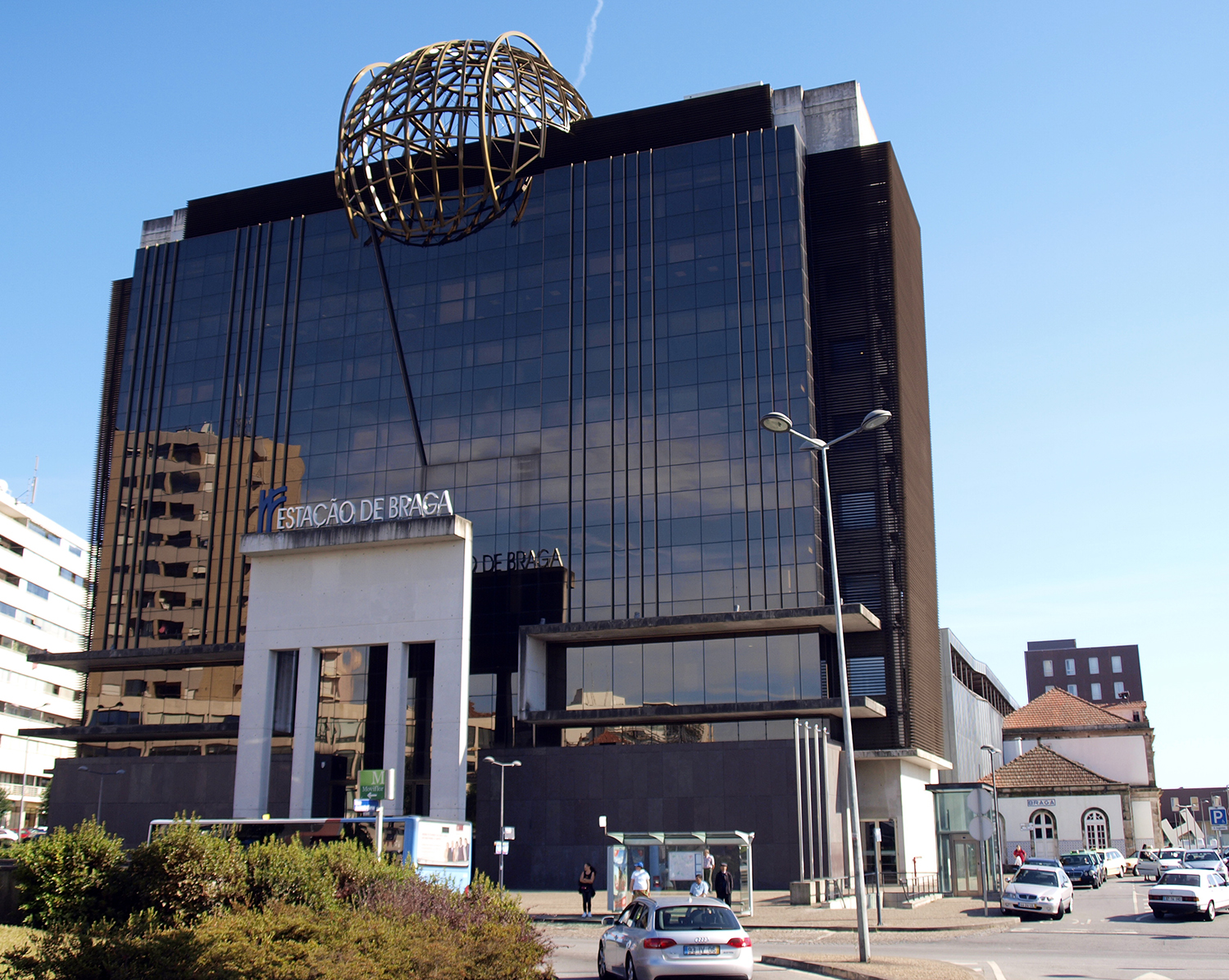
Nuova stazione di Braga, inaugurata nel 2004. Sullo sfondo la vecchia stazione

### Ammodernamento
Nel biennio 2003-2004 fu operato un intervento di rettifica e ammodernamento del tracciato nel corso del quale venne raddoppiato il binario ed elettrificato.
Il 21 aprile 2004 avvenne l'inaugurazione delle opere nelle tratte tra Nine, Lousado e Braga, del "Progetto ferroviario Porto - Braga" (parte del più ampio Eixo Atlântico Braga/Faro) che aveva lo scopo di introdurre i servizi Alfa Pendular tra Braga e Faro e migliorare tutto il servizio ferroviario.
Tra Lousado a Braga venne innalzata la velocità della linea, raddoppiata ed elettrificata, e dotata di sistemi di comando e controllo della circolazione; vennero eliminati tutti i passaggi a livello, rimodellate o ricostruite le stazioni e la loro accessibilità; tra il Km 43+225 e 43+500 venne realizzata una tratta in variante. A Tadim fu costruito un terminale merci collegato alla Zona Industriale di Celeirós.
L'ammodernamento delle linee di Braga e del Minho fino a Lousado ha permesso alle Comboios de Portugal di ristrutturare completamente i servizi passeggeri su Braga con l'immissione dei treni gruppo 3400 e dei treni Alfa Pendular dal 2004.

## Caratteristiche
La linea, a scartamento iberico, è lunga circa 15 km e si snoda lungo la sponda destra del fiume Este.
Consente il collegamento tra Braga e Porto confluendo nella ferrovia del Minho; offre servizi passeggeri a carattere suburbano e rapidi Alfa Pendular. Il servizio urbano e suburbano che comprende i collegamenti tra Braga e Porto viene svolto da CP Urbanos do Porto con automotrici elettriche CP gruppo 3400 con percorrenze tra 45 m e 1h 10m. Il servizio Alfa Pendular è svolto da CP Longo Curso, direttamente tra Braga e Lisbona con elettrotreni CP gruppo 4000. La velocità massima della linea è di 130 km/h.

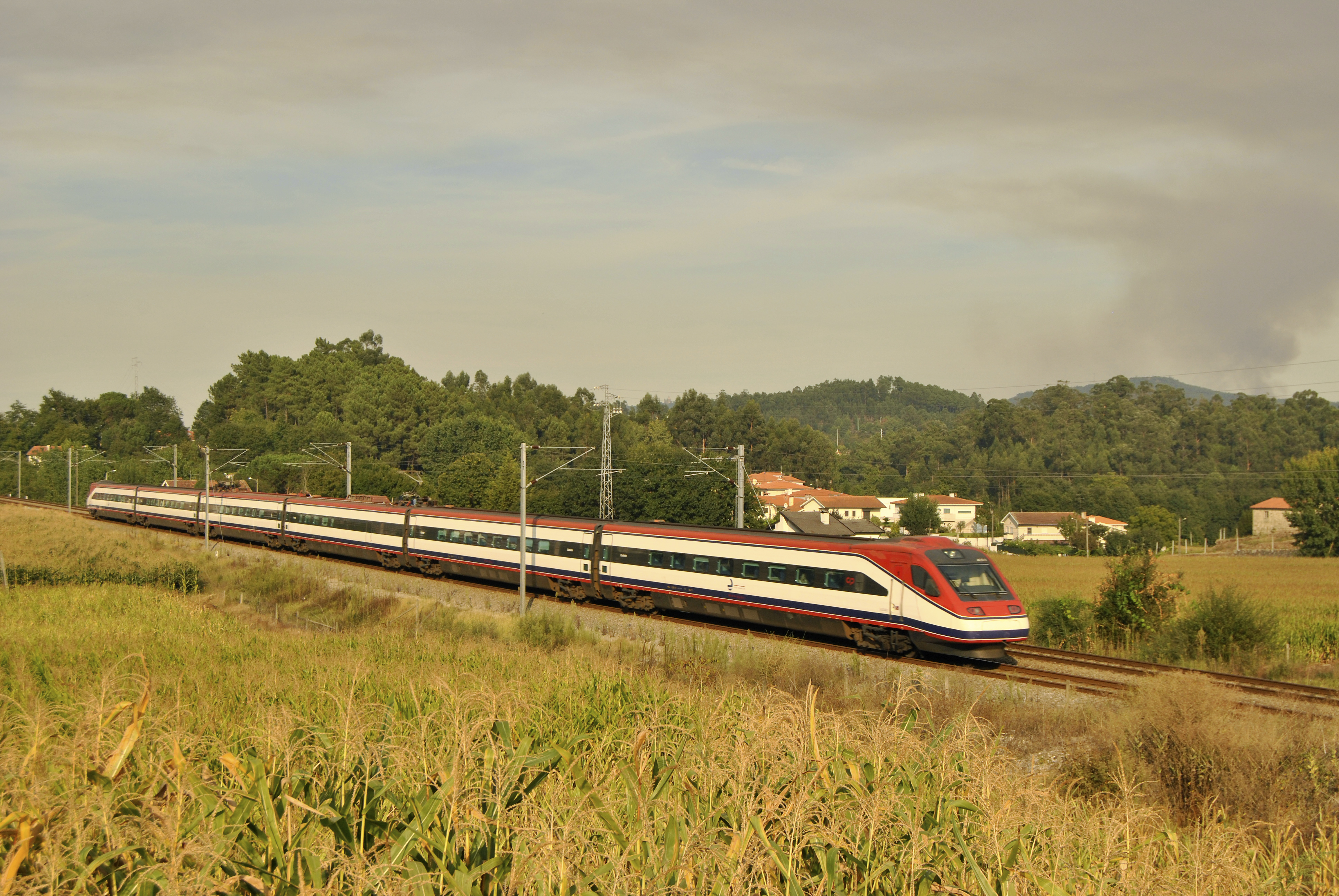
Alfa pendular in servizio tra Lisbona Santa Apolónia e Braga nel 2013

|  | Unknown route-map component "d" | Unknown route-map component "exLCONTg" |

|  | Unknown route-map component "exdCONTgq" | Unknown route-map component "exLABZg+r" |

| Unused urban continuation backward |  | Unknown route-map component "exvLSTR-" |

| Unknown route-map component "uexKXBHFe-L" | Unknown route-map component "dXPLTq" + Unknown route-map component "exdKBHFa-L" | Unknown route-map component "dKBHFa-M" | Unknown route-map component "exdBHF-R" | Unknown route-map component "d" |

|  | Unknown route-map component "eSPLe" + Unknown route-map component "exSHI1c2" | Unknown route-map component "exvSHI1r-" |

|  | Unknown route-map component "xvSTR-STRl" | Unknown route-map component "exdCONTfq" |

|  | Stop on track |

|  | Stop on track |

|  | Stop on track |

| Unknown route-map component "d" | Unknown route-map component "vKDSTa-STR" |  |

| Unknown route-map component "d" | Unknown route-map component "v-SHI2g+r" |  |

|  | Station on track |

|  | Stop on track |

|  | Station on track |

| Transverse water | Unknown route-map component "hKRZWae" | Transverse water |

|  | Stop on track |

| Continuation backward | Unknown route-map component "eKRWgl" | Unknown route-map component "exKRW+r" |

| Unknown route-map component "exSTRl" + Unknown route-map component "SHI1r" + Unknown route-map component "exSTRc2" | Unknown route-map component "exSTR3+l" + Unknown route-map component "eKRZ" | Unknown route-map component "exABZgr" |

| Unknown route-map component "vSTR-" + Unknown route-map component "exv-STR+1" | Unknown route-map component "exSTRc4" + Unknown route-map component "eKRWg+l" | Unknown route-map component "exKRWr" |

| Unknown route-map component "xSPLe" + Unknown route-map component "lvBHF-L" | Station on track + Unknown route-map component "lBHF-R" |  |

| One way leftward | Unknown route-map component "ABZql" | Unknown route-map component "CONTfq" |